# Lägermössa
Lägermössa var en uniformsmössa avsedd att användas i vardagslag, som huvudbonad till släpmunderingen (arbetsdräkten) och kallades därför även släpmössa. Ur lägermössan utvecklades den moderna fältmössan. 

## Tyskland

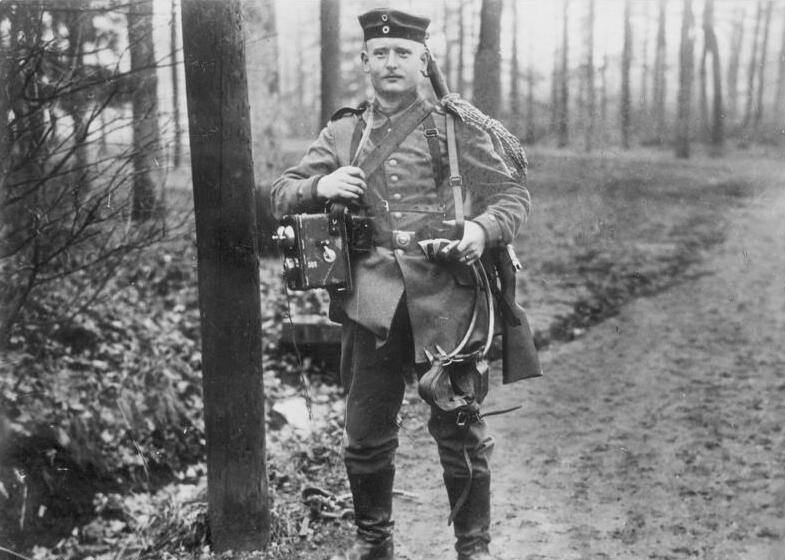
Tysk soldat i lägermössa 1914.

Den preussiska lägermössan - Krätzchen - infördes 1808 och var i bruk till första världskrigets slut. Den såg ut som en matrosmössa.

## Frankrike

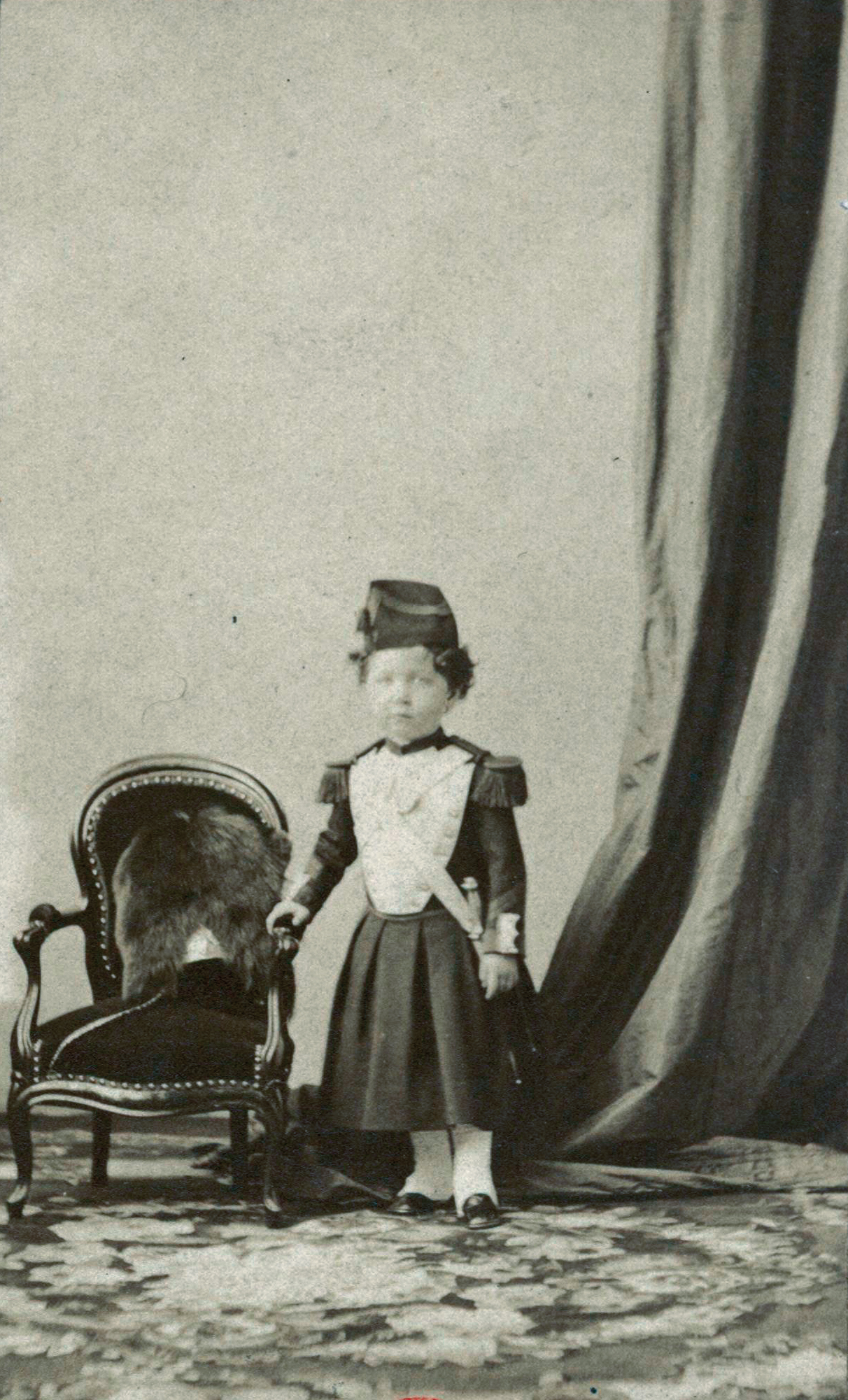
Prins Ludvig Napoleon 1858.

Franska lägermössor under 1700-talet och senare kallades bonnet de police (handräckningsmössa) och hade ett utseende som man förknippar med nattmössor. De fick senare ett utseende som båtmössans föregångare.